# خوسيه خيسوس فاسكيز غونزاليس
خوسيه خيسوس فاسكيز غونزاليس (بالإسبانية: José Jesús Vázquez González)‏ هو سياسي مكسيكي، ولد في 4 أبريل 1977 في ولاية فيراكروز في المكسيك. حزبياً، نشط في حزب العمل الوطني. وقد انتخب عضو مجلس النواب المكسيك.